# 政黨交付金
政党交付金(日語：政党交付金　せいとうこうふきん)是指，以支持政党活动为目的，从国库交付出来的资金。在日本，交付给符合政党助成法、满足一定条件的政党。尚不能满足政党要件，以政治团体存在的政党，按照作为政党期间交付特定交付金。该资金也被称为政党助成金。
在日本，作为限制政党、政治团体从企业、工会、团体等处获取政治献金的替代品，在1990年代的政治改革议论中浮出水面，于1994年在包括政党助成法在内的政治改革四法成立后被导入。
- 助成金的总额以最新国势调查中判明的人口为基准，国民每人每年缴纳250日元。比如，根据2005年的国势调查，2007年的总额为约319亿4000万日元。助成金的一半是以1月1日为基准，从2日到15日内按照各政党给总务省提出的所属议员数进行分配（议员数比例），另一半按照最新一次国政选举的得票率（众议院总选举和过去2次的参议员通常选举）分配给各政党（得票数比例）。不过，并不是所有的政党都可以得到助成金，需要满足有5名以上的国会议员、在最近的国政选举中选举区总计和比例代表总计得票率都要在2%以上等条件。另外，即使是在国政选举中得票率超过2%的政党，也必须至少有1名在职国会议员才能获得。将得票率定为2%，是因为在制定法律时候，由民社党和统一会派组成的sport和平党在1992年的参议院选举中获得2%的得票率，他们坚称“如果只有超过2%才能获得领取资格的话，会造成我方将无法领受”。
- 按照规定，国家尊重政治活动的自由，对于政党交付金的交付，必须附条件、且对其使用用途进行严格限制。政党需特别留意，政党交付金是税金之外从国民征收的贵重的财源，需加强责任感，在组织和运营中以民主和公正为前提，本着对国民负责的态度进行使用。因此，建立了政党交付金使用用途报告制度。
- 政党交付金并非一次性支付，而是在4月、7月、10月、12月每年分作4次进行交付。
- 按照议员数比例和得票数比例，以交付金总额的2分之1分别进行算定。

另有少数具有一定规模的政党基于其自身理念而拒绝接受政党交付金，例如日本共产党。